# 魯本·伊諾埃薩
魯本·伊諾埃薩（Rubén Hinojosa；1940年8月20日—）是美國的一位政治人物。自1997年開始，他是德克薩斯州第15選舉區選出的美國眾議院議員。他的黨籍是民主黨。他已經宣布他不會參加下次選舉尋求連任。